# Kirkcudbright
Kirkcudbright [kərˈkuːbriː], schottisch-gälisch: Cill Chuithbeirt, ist ein Ort in der Council Area Dumfries and Galloway in Schottland und hat 3352 Einwohner (Stand 2011). Sie war Hauptstadt der traditionellen Grafschaft Kirkcudbrightshire.
Der Ort liegt 25 Meilen westlich von Dumfries nahe der Mündung des Flusses Dee in den Solway Firth. 1455 wurde Kirkcudbright als Royal Burgh gegründet. High Banks ist ein etwa 30 m langer Felsaufschluss mit Petroglyphen südlich von Kirkcudbright.

## Persönlichkeiten
- Jennie Adamson (1882–1962), Gewerkschafterin und Politikerin
- William Greggan (1882–1976), Tauzieher
- Cecil Coles (1888–1918), Komponist